# قائمة الأراضي المفقودة
الأراضي المفقودة هي جزر أو قارات يعتقد البعض أنها كانت موجودة في فترة ما قبل التاريخ ، ولكنها اختفت منذ ذلك الحين نتيجة لظواهر جيولوجية كارثية .مثل الفيضانات و الزلازل والبراكين والنيازك.